# Penwood State Park
Penwood State Park ist ein State Park im US-Bundesstaat Connecticut auf dem Gebiet der Gemeinde Bloomfield. Er liegt am Talcott Mountain und schließt sich im Süden nahtlos an den Talcott Mountain State Park an. Nördlich schließt sich Wilcox Park an. Der Metacomet Trail durchzieht den Park auf ganzer Länge. Es bieten sich Möglichkeiten zum Picknicken, Wandern und es gibt einige Fahrradwege.

## Geschichte
Penwood State Park wurde 1944 von Curtis H. Veeder, einem Unternehmer und Erfinder (Gründer von Gilbarco Veeder-Root) dem Staat geschenkt. Er wünschte sich, dass das Gebiet, welches ihm selbst durch seine liebliche Natur viel Freude gemacht hatte, in natürlichem Zustand belassen würde. Er hatte einige Wege angelegt und mit seiner Frau oft Wanderungen in diesem Gebiet unternommen. Lake Louise, ein landschaftlich schöner Toteissee auf dem Gebirgskamm, wurde nach seiner Frau benannt.

## Geographie
Der 318 ha (787 acre) große Park erstreckt sich entlang der Metacomet Ridge (163 m), die sich vom Long Island Sound in der Nähe von New Haven nördlich durch das Connecticut River Valley von Massachusetts bis zur Grenze von Vermont erstreckt. Daher wird er landschaftlich von dem Kamm geprägt. Die Wasser des Parks fließen dementsprechend in zwei Richtungen: Nach Westen entwässert der Park unter anderem durch den Lucy Brook in den Farmington River; nach Osten fließen Griffin Brook und Zuflüsse von Tumble Brook und Wash Brook dem Connecticut River zu. Neben dem Lake Louise gibt es noch weitere kleine Teiche: Shadow Pond und Gale Pond, der am Übergang zum Talcott Mountain State Park liegt. 